# 中井利助
中井 利助（なかい りすけ、1886年〈明治19年〉1月 - 没年不明）は、日本の商人（膠商）、実業家、地主・家主。前名・勝。

## 経歴
大阪府西成郡西中島村南方新家、先代利助の長男。1911年、家督を相続し、前名・勝を改め襲名する。膠商、膠製造業、農業を営む。
中井製膠工場代表、中井製膠所代表、中島大水道普通水利組合議員、日本顔料取締役社長・同取締役をつとめる。また地家主である。

## 人物
水平社の後援者である。住所は大阪府大阪市東淀川区飛島町（現・東中島）、西成郡西中島南方新家。

## 家族・親族
中井家
飛島地区の中井家は、長男は代々利助を名乗った。膠製造業を営んだ。近代工業がおこると共に膠は、従来の漆や墨の原料や指物などの木工接着剤にとどまらず、マッチの製造をはじめ紡績、製紙、印刷、サンドペーパーや合板などの接着剤として必要とされた。
膠は牛皮のクズ皮やスジを煮つめて作るもので、異臭が周辺に漂った。最初は和膠だったが1931年、洋膠に転じた。『選民』は「1924年12月1日から3日には、松本治一郎も参加した遠山スパイ事件に関わる秘密会議の全国府県委員長会議が飛島の中井利一宅で開催された」と報じた。
- 父・利助[1]
- 男[1][2]
- 養子・利之祐（1911年 - ?、三女静の夫、奈良、中川亀太郎の三男[2]、浪華化学工業社長[17]）
  - 同長女[2]
  - 同二女[2]
  - 同長男[2]
  - 同二男[17]
- 三女・静（1912年 - ?、養子・利之祐の妻）[2] - 静は宣真高等女学校時代に自身が部落民であることを知り、「何でこんなところへ生まれたかなと思った」という[16]。
- 孫[2]

親戚
- 阪本清一郎（部落解放運動家、全国水平社創立メンバーの一人） - 妹・数枝の夫[16]。妹・数枝は婦人水平社の活動家である[16]。